# Ian Murray (polityk)
Ian Murray (ur. 10 sierpnia 1976 w Edynburgu) – brytyjski polityk, od 2024 minister ds. Szkocji. Od 2010 poseł do Izby Gmin. Członek Partii Pracy.

## Życiorys

### Młodość i wykształcenie
Jest synem bednarza i pracowniczki sklepu. Jego ojciec umarł gdy miał 9 lat. Wychowywał się w Edynburgu, na osiedlu Wester Hailes. Studiował prawo i politykę społeczną na Uniwersytecie Edynburskim. Po ukończeniu studiów początkowo pracował w przedsiębiorstwie finansowym Scottish Equitable oraz przy organizacji Międzynarodowego Festiwalu w Edynburgu. Następnie kierował telewizją internetową i założył firmę prowadzącą działalność eventową. Był również właścicielem baru i hotelu. Zaangażował się w pomoc dla zagrożonego bankructwem klubu piłkarskiego Heart of Midlothian FC. Do 2015 był jego dyrektorem.

### Działalność polityczna
W 2003 i 2007 był wybierany do rady miejskiej Edynburga. 
W wyborach parlamentarnych w 2010 z powodzeniem ubiegał się o mandat z okręgu Edinburgh South. Uzyskiwał w tym okręgu reelekcje poselskie w 2015, 2017, 2019 i 2024. W latach 2015–2017 oraz 2019–2023 był jedynym laburzystowskim posłem do Izby Gmin wybranym w Szkocji.
W trakcie kampanii przed referendum w 2014, opowiadał się przeciwko niepodległości Szkocji. Był również przeciwnikiem wystąpienia Zjednoczonego Królestwa z Unii Europejskiej.
7 października 2011 wszedł w skład gabinetu cieni Eda Milibanda jako minister handlu i inwestycji. Następnie sprawował funkcję ministra ds. Szkocji w gabinetach cieni Harriet Harman i Jeremy'ego Corbyna (2015–2016) oraz Keira Starmera (2020–2024). W 2020 kandydował na stanowisko wiceprzewodniczącego Partii Pracy (Deputy Leader), lecz przegrał wewnątrzpartyjne wybory z Angelą Rayner, zajmując w nich 4. miejsce.
5 lipca 2024 został ministrem ds. Szkocji w gabinecie Keira Starmera.

### Życie prywatne
Jest żonaty z Mariam, z którą ma córkę urodzoną w 2022. Mieszka w Edynburgu.